# Pediopsoides kodaiana
Pediopsoides kodaiana är en insektsart som beskrevs av Chandrasekhara A. Viraktamath 1996. Pediopsoides kodaiana ingår i släktet Pediopsoides och familjen dvärgstritar. Inga underarter finns listade i Catalogue of Life.